# ヵ
，是日語中的符號。主要是數動詞與連體動詞的使用。
Unicode為U+3095。

## 用法
- 「箇」「個」的意思。

例如：（六個月）、（三個）
- 原則上讀做，但當助詞使用時則讀成。

注意在使用「ヶ」的地名中，不能用替代。例如，（關原町）不能写成。